# Música do Chile
A música do Chile engloba desde as manifestações dos índios nativos da região até as produções modernas.
A tradição musical dos mapuches e os kawésqar persistiu até ao menos o século XX. A música deles tende a usar quatro ou cinco notas da escala diatônica e faz extenso uso de flautas, como é comum na América Latina.
O primeiro compositor nativo notório do país foi Manuel Robles Gutiérrez; ele foi seguido por Federico Guzman, pioneiro da cueca; e Aquinas Reid, um alemão que produziu a primeira ópera em espanhol do Chile.
No século XX, as figuras notórias da música clássica chilena são Humberto Allende, Domingo Santa Cruz Wilson, Juan Orrego-Salas e Claudio Arrau. Os compositores chilenos eventualmente passaram a integrar movimentos de música de vanguarda.